# Efecte YORP
L'efecte YORP (de les inicials de Iarkovski - O'Keefe - Radzievskii - Paddack), és una variació de segon ordre de l'efecte Iarkovski que causa que un cos petit (com un asteroide) giri molt ràpid o molt lent. El terme el va introduir el Dr. David P. Rubincam l'any 2000.
Concretament, la influència d'aquest efecte en un cos està molt unida a la superfície i la formació: és absolutament zero, per exemple, un el·lipsoide perfecte o un cos perfectament conductor.

## Història

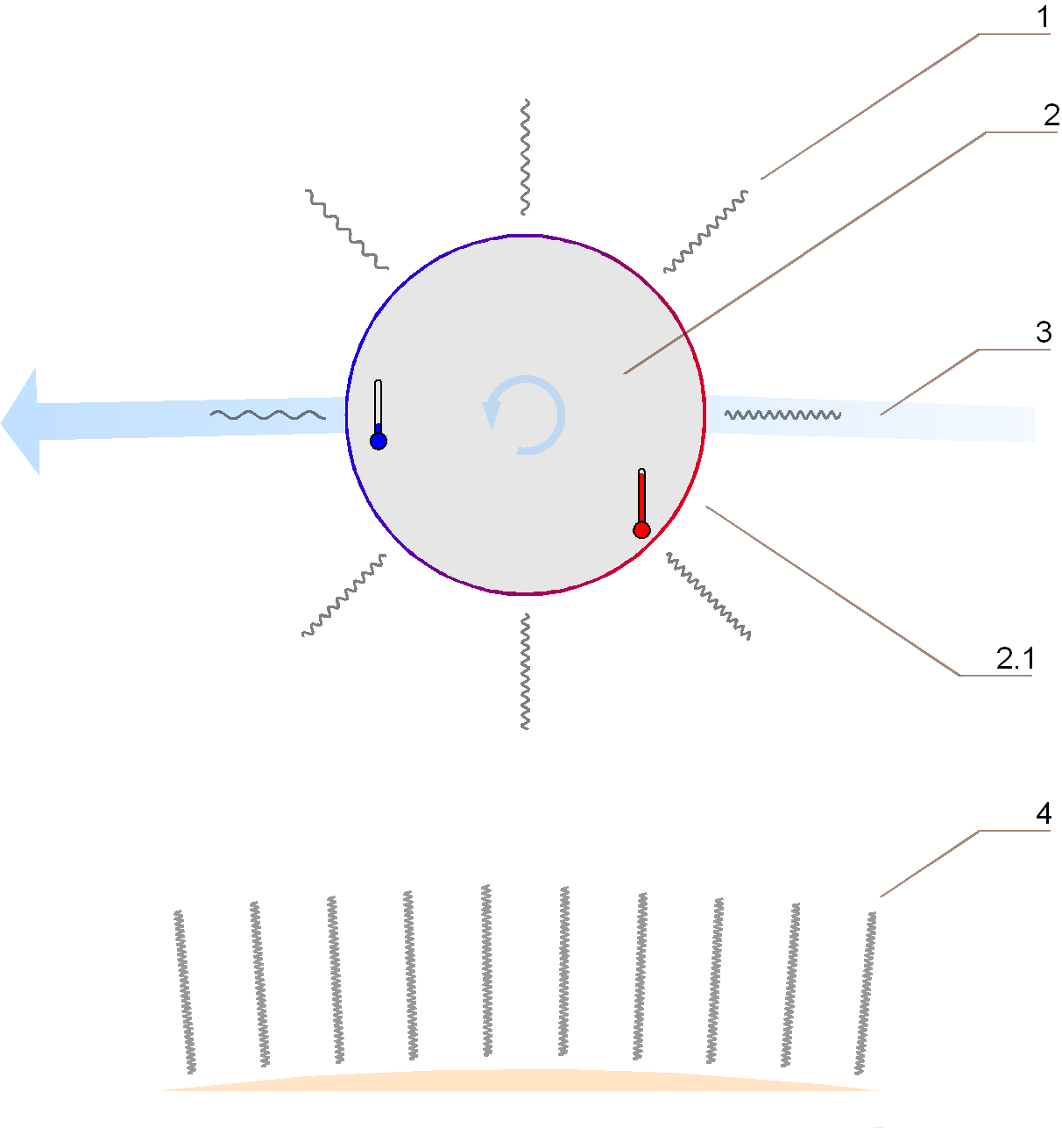
L'efecte YORP és una conseqüència de la radiació anisotròpica d'un cos en moviment escalfada pel Sol

Al segle xix, Ivan Osipovich Iarkovski (1844-1902) va observar que la radiació infraroja que escapa d'un cos escalfat pel Sol acumula una certa quantitat de moviment.
En termes moderns, es mostra que tots els fotons de la mecànica quàntica porten un impuls:
{\displaystyle p={\frac {E}{c}}\,}
amb E = hν la seva energia i c la velocitat de la llum. Depenent de com s'emet el fotó, pot ser el resultat de la interacció de la força i un parell de forces en l'objecte i en el molt llarg termini, canviï per complet la seva trajectòria. Aquesta força és responsable de l'efecte Iarkovski, i en general domina en gran manera l'efecte del parell de torsió. Aquest últim, d'ordre 2, també resulta molt més difícil d'estudiar.
Radzievskii va aplicar la idea de fotó a la rotació, basant-se en variacions de l'albedo. Paddack i John O'Keffe van descobrir que la forma del cos influeix en molt alt grau a la velocitat de rotació d'aquest. Paddack i Rhee suggereixen que l'efecte YORP podria ser la causa de l'obertura a les òrbites de certs asteroides, així com de l'eliminació eventual de petites partícules asimètriques dins del sistema solar.

## Observacions
L'any 2007, l'efecte YORP va ser confirmat per mitjà de l'observació directa, per als petits asteroides (54509) YORP (fins llavors anomenat 2000 PH5) ·  i (1862) Apol·lo. ·  van confirmar les prediccions fetes a priori ·  La velocitat de rotació de (54509) YORP es duplicarà en un període de 600.000 anys, i es creu que l'efecte YORP podria alterar l'obliqüitat de l'eclíptica i el moviment de precessió de l'asteroide. La conseqüència a llarg termini és que els asteroides de ressonància, el que podria explicar de l'existència d'asteroides binaris.
Les observacions mostren que els asteroides de més de 125 quilòmetres de diàmetre, tenen períodes de rotació que segueixen una distribució estadística de Maxwell-Boltzmann, mentre que els asteroides més petits (de 50 a 125 quilòmetres de grandària) presenten un petit excés de rotacions ràpides. Els asteroides encara més petits (de mida menor que 50 quilòmetres) mostren un excés clar de períodes rotatoris molt ràpids i lents. Aquests resultats suggereixen que un o més mecanismes dependents de la mida s'estan despoblant el centre de la distribució de períodes de gir en benefici dels extrems. L'efecte de YORP és el candidat més probable. Tanmateix, per si mateix no és capaç de modificar significativament el gir d'asteroides grans, de manera que s'ha de cercar una explicació diferent per als asteroides grans com ara (253) Matilde.

## Conseqüències de l'efecte YORP
Tot i que es tracta d'una força feble i incommensurable, el seu efecte al llarg de milions d'anys està lluny de ser insignificant. Els astrònoms pensen que l'efecte YORP podria ser responsable de fer rotar als asteroides a velocitats capaços de destruir-los, i potser permetre així la formació d'asteroides dobles. Altres poden ser frenats fins a aconseguir que triguin diversos dies en completar un gir al voltant del seu eix.
La mida i la forma afecta la quantitat de l'efecte. Els objectes més petits canviaran el seu gir molt més ràpidament. Així l'asteroide (951) Gaspra, amb un radi de 6 quilòmetres i un semieix major de 2,21 UA, trigaria 240 milions d'anys a canviar el seu període de rotació de 12 a 6 hores i viceversa. Si Gaspra fos més petit en un factor de 10 (amb un radi de 500 metres), el seu gir el partiria en dos en només uns milions d'anys. L'efecte de YORP s'intensifica quan els objectes estan més a prop del Sol 1 ua, Gaspra hauria doblat o partit per dos la seva proporció del gir en només 100 000 anys. Aquest és un mecanisme comú perquè es puguin formar els asteroides binaris, i pot ser més corrent que el mecanisme de les col·lisions.
Aquest efecte també té un paper important en l'intercanvi d'asteroides entre Mart i Júpiter, on s'inclouen la producció d'òrbites que creuen els planetes, com ara les dels asteroides propers a la Terra (NEO).